# Bruno Cortez
Bruno Cortez (Rio de Janeiro, Brasil, 11 de març de 1987) és un futbolista brasiler que disputà un partit amb la selecció del Brasil.